# よしもとらららぴょんぴょんラジオ
よしもとらららぴょんぴょんラジオは、エフエム北海道（AIR-G'）のラジオ番組『MIDNIGHT RADIO PARK』の内包番組。
「MIDNIGHT RADIO PARK」内の札幌吉本に関する前身番組についても記述する。
- #よしもとらららラジオ
- #ミュージック・バラエティ ビックシティのM笑
- #ミュージック・バラエティ 兎のぴょんぴょんラジオ

## 概要
札幌吉本所属の芸人「SF革命（古山・杉村）」・「兎（飯田・酒井）」がラジオパーソナリティを務める。
2010年4月の番組改編により、『MIDNIGHT RADIO PARK』の金曜日枠が廃止したことにより誕生。前身番組となる2つの番組『よしもとらららラジオ』・『ミュージック・バラエティ 兎のぴょんぴょんラジオ』を合体して、パーソナリティもそのままとして月曜日に『よしもとらららぴょんぴょんラジオ』と題して放送開始。

## 放送時間
- 2010年4月5日 - 現在
- 月曜日：（26:00 - 27:00）

## 前身番組

### よしもとらららラジオ
タイブレイク時代
- 『よしもとらららラジオ』（パーソナリティ：タイブレイク（飯田・安樂））
  - 2009年4月6日 - 2009年9月28日
  - 月曜日：（27:00 - 27:30）→ （27:00 - 28:00）※6月より

SF革命時代
- 『よしもとらららラジオ』（パーソナリティ：SF革命（古山・杉村））
  - 2009年10月5日 - 2010年3月29日
  - 月曜日：（27:00 - 28:00）

### ミュージック・バラエティ ビックシティのM笑
- 『ミュージック・バラエティ ビックシティのM笑』（パーソナリティ：ビックシティ（岡本・森崎））
  - 2009年4月3日 - 2009年9月27日
  - 金曜日：（26:00 - 27:00）→ （27:00 - 28:00）※6月より

### ミュージック・バラエティ 兎のぴょんぴょんラジオ
- 『ミュージック・バラエティ 兎のぴょんぴょんラジオ』（パーソナリティ：兎（飯田・酒井））
  - 2009年10月9日 - 2010年3月26日
  - 月曜日：（26:00 - 27:00）

## 番組史

### 2009年
- 6月
  - 1日・5日 - 月曜日放送分より放送時間が30分→60分の放送枠に拡大。
- タイブレイクが番組降板。
- 9月
  - 25日 - ビックシティが番組降板。

タイブレイク・ビックシティは、それぞれコンビを解散。タイブレイクの飯田は、お笑いコンビ「兎」を結成。
ビックシティの森崎尚也は、現在、札幌のコミュニティラジオ局BIPSCのラジオパーソナリティとして活動。
- 10月以下の番組が放送開始。
  - 5日 - 月曜日：『よしもとらららラジオ』
    - パーソナリティ：SF革命（古山・杉村）

  - 9日 - 金曜日：『ミュージック・バラエティ 兎のぴょんぴょんラジオ』
    - パーソナリティ：兎（飯田・酒井）

### 2010年
- 3月、末日で金曜日の放送枠が廃止。
  - 26日 - 『ミュージック・バラエティ 兎のぴょんぴょんラジオ』が放送終了。
  - 29日 - 『よしもとらららラジオ』が放送終了。後枠に2つの番組を合体した『よしもとらららぴょんぴょんラジオ』が放送開始。
- 4月 - 以下の番組が新番組として放送開始。
  - 5日 - 月曜日：『よしもとらららぴょんぴょんラジオ』（2010年4月5日 - 現在）
    - パーソナリティ：SF革命・兎